# آرثر لي لوب
آرثر لي لوب (بالهولندية: Arthur Lee Loeb) هو عالم بلورات ‏ وفيزيائي هولندي، ولد في 13 يوليو 1923، وتوفي في 19 يوليو 2002.